# 2009 ワールド・ベースボール・クラシック A組
2009 ワールド・ベースボール・クラシック A組（東京ラウンド）は、ワールド・ベースボール・クラシック第2回大会の、東京で開催された1次リーグ。大会名称は、『アサヒビールプレゼンツ '09 WORLD BASEBALL CLASSIC 東京ラウンド』。2009年3月5日から9日までの日程で、開催会場は東京ドーム。
なお、2月21日・22日に行われた日本代表の練習試合、2月24日から3月3日までに『アサヒビールチャレンジ '09 WORLD BASEBALL CLASSIC 強化試合』として行われたエキシビションマッチについても、ここで記述する。

## 大会概要
日本、大韓民国、チャイニーズタイペイ、中華人民共和国の4代表が出場。ダブルエリミネート方式トーナメント戦にて試合を行い、上位2チーム（ゲーム4の勝者とゲーム5の勝者）がサンディエゴのペトコ・パークで行われる第2ラウンドへ出場する。
主催は読売新聞社。冠協賛として、アサヒビール、アサヒ飲料。特別協賛は日本マクドナルド。協賛として、KONAMI、SANKYO、セブン&アイ・ホールディングス、伊藤ハム。

### 試合結果
下記（青帯）表記は、以下の通り。
ゲームNo. 試合開始時間 （試合時間、入場者数）
|  | x - x |

全試合において、日本代表は一塁側、韓国代表は三塁側となり、チャイニーズタイペイ代表と中国代表が対戦する場合は、チャイニーズタイペイが一塁側、中国が三塁側となる。

#### 第1日目（3月5日）
ゲーム1 18:48 （2時間55分、43,428人）
| 日本 | 4 - 0 | 中国 |

|      | 1 | 2 | 3 | 4 | 5 | 6 | 7 | 8 | 9 | R | H | E |
| ---- | - | - | - | - | - | - | - | - | - | - | - | - |
| 中国 | 0 | 0 | 0 | 0 | 0 | 0 | 0 | 0 | 0 | 0 | 5 | 2 |
| 日本 | 0 | 0 | 3 | 0 | 0 | 1 | 0 | 0 | x | 4 | 5 | 0 |

1. 中：●李晨浩、陳俊毅、孫国強、劉凱 - 張振旺
2. 日：○ダルビッシュ有、涌井秀章、山口鉄也、田中将大、馬原孝浩、藤川球児 - 城島健司、阿部慎之助
3. 勝利：ダルビッシュ有
4. 敗戦：李晨浩
5. 本塁打
日：村田修一1号（2ラン・3回李晨浩）

戦評
実力に勝る日本代表が中国代表を下した。日本代表は先発投手のダルビッシュ有が4回無安打無失点。走者を1人出すのみの「4回準完全試合」と評された好投で点を与えず、その後も6投手の継投で零封した。中国代表も投手が好投し、日本代表の強力打線を5安打に抑えたが、村田修一の2ランホームランやボークなどで点を失い敗北した。日本代表は格下の中国代表投手陣を思うように攻略できず、次戦に課題を残した。

#### 第2日目（3月6日）
ゲーム2 18:40 （2時間48分、12,704人）
| 韓国 | 9 - 0 | チャイニーズタイペイ |

|                      | 1 | 2 | 3 | 4 | 5 | 6 | 7 | 8 | 9 | R | H  | E |
| -------------------- | - | - | - | - | - | - | - | - | - | - | -- | - |
| チャイニーズタイペイ | 0 | 0 | 0 | 0 | 0 | 0 | 0 | 0 | 0 | 0 | 5  | 0 |
| 韓国                 | 6 | 0 | 0 | 0 | 1 | 2 | 0 | 0 | x | 9 | 10 | 0 |

1. チ：●李振昌、鄭凱文、廖于誠、林柏佑 - 高志綱
2. 韓：○柳賢振、奉重根、李承浩、林泰勳 - 朴勍完、姜珉鎬
3. 勝利：柳賢振
4. 敗戦：李振昌
5. 本塁打
韓：李晋映1号（満塁、1回李振昌）、鄭根宇1号（2ラン、6回林柏佑）

戦評
韓国代表が初回に李晋映の満塁ホームランなど6点を先制する猛攻で勝利。チャイニーズタイペイ代表は先発投手李振昌が打たれ、打線も5併殺打の拙攻。王建民らメジャーリーガーの主力選手が辞退した影響が大きかった。

#### 第3日目（3月7日）
ゲーム3 12:39 （2時間51分、12,890人）
| 中国 | 4 - 1 | チャイニーズタイペイ |

|                      | 1 | 2 | 3 | 4 | 5 | 6 | 7 | 8 | 9 | R | H | E |
| -------------------- | - | - | - | - | - | - | - | - | - | - | - | - |
| チャイニーズタイペイ | 0 | 0 | 0 | 0 | 0 | 1 | 0 | 0 | 0 | 1 | 7 | 0 |
| 中国                 | 1 | 0 | 0 | 0 | 2 | 0 | 0 | 1 | x | 4 | 9 | 0 |

1. チ：●林岳平、增菘瑋、倪福徳 - 高志綱
2. 中：○呂建剛、卜涛、孫国強、陳俊毅、(S)陳坤 - 張振旺
3. 勝利：呂建剛
4. セーブ：陳坤
5. 敗戦：林岳平
6. 本塁打
中：レイ・チャン1号（ソロ、8回倪福徳）

戦評
中国代表が格上のチャイニーズタイペイ代表を破り、WBC初白星を挙げた。中国のニュースサイト「捜狐体育」では、「北京五輪に次ぐ奇跡の再現」と報じられたという。
中国代表はエースピッチャーの呂建剛が好投し、打線も1回にヒットエンドランの後犠飛で先制。終始自分のペースで試合を運んだ
チャイニーズタイペイ代表は北京五輪に続き呂建剛を打てず、無念の敗退となった。台湾紙は「台湾球史に残る屈辱の再演」、「台湾の恥」などとチームを批判し、台湾代表監督の葉志仙が謝罪する事態となった。尚、この試合については後日、前年の北京オリンピックの中国戦と同様に「チャイニーズタイペイ側が八百長が行ったのではないか」との疑惑が浮上し、調査が続けられていると報道された。
ゲーム4 19:08 （2時間48分、45,640人）
| 韓国 | 2 - 14 | 日本 |

|      | 1 | 2 | 3 | 4 | 5 | 6 | 7 | R  | H  | E |
| ---- | - | - | - | - | - | - | - | -- | -- | - |
| 日本 | 3 | 5 | 0 | 1 | 2 | 2 | 1 | 14 | 14 | 0 |
| 韓国 | 2 | 0 | 0 | 0 | 0 | 0 | 0 | 2  | 4  | 1 |

1. ※7回コールド（7回終了時に、10点以上得点差がついたため）
2. 日：○松坂大輔、渡辺俊介、杉内俊哉、岩田稔 - 城島健司
3. 韓：●金廣鉉、鄭現旭、張洹三、李在雨 - 朴勍完、姜珉鎬
4. 勝利：松坂大輔
5. 敗戦：金廣鉉
6. 本塁打
日：村田修一2号（3ラン、2回金廣鉉）、城島健司1号（2ラン、6回李在雨）
韓：金泰均1号（2ラン、1回松坂大輔）

戦評
日本代表が韓国代表を七回コールドゲームで下した。日本代表は1回からイチロー、中島裕之、青木宣親、内川聖一の連打で3点を奪い、2回には村田修一がファウルで粘りに粘った10球目を3ランホームランし、中島裕之の押し出し四球などで一挙5点を取って韓国先発金廣鉉を攻略。試合を決めた。その後も着実に加点し、14安打14得点の猛攻で12点差をつけ圧勝した。韓国代表は1回に金泰均の2ランで1点差まで詰め寄ったが、2回以降復調した日本先発投手松坂大輔を打てず、継投に阻まれた。オーダーを変更し、「日本キラー」の異名のある金廣鉉攻略を研究していた日本代表・原辰徳監督の采配が奏功した。

#### 第4日目（3月8日）
ゲーム5 18:36 （2時間13分、12,571人）
| 韓国 | 14 - 0 | 中国 |

|      | 1 | 2 | 3 | 4 | 5 | 6 | 7 | R  | H  | E |
| ---- | - | - | - | - | - | - | - | -- | -- | - |
| 中国 | 0 | 0 | 0 | 0 | 0 | 0 | 0 | 0  | 2  | 2 |
| 韓国 | 2 | 0 | 0 | 2 | 5 | 5 | x | 14 | 10 | 0 |

1. ※7回コールド（7回終了時に、10点以上得点差がついたため）
2. 中：●孫国強、卜涛、朱大衛、劉凱、李韋良 - 張振旺
3. 韓：○尹錫珉、鄭大炫、林昌勇 - 朴勍完
4. 勝利：尹錫珉
5. 敗戦：孫国強
6. 本塁打
韓：李杋浩 1号2ラン、4回（孫国強）

戦評
韓国代表が前日のコールド負けから立ち直り、中国代表をコールドで破った。先発尹錫珉が6回無失点の好投。打線も李杋浩の2ランホームランなど奮起した。

#### 第5日目（3月9日）
ゲーム6 18:39 （3時間2分、42,879人）
| 日本 | 0 - 1 | 韓国 |

|      | 1 | 2 | 3 | 4 | 5 | 6 | 7 | 8 | 9 | R | H | E |
| ---- | - | - | - | - | - | - | - | - | - | - | - | - |
| 韓国 | 0 | 0 | 0 | 1 | 0 | 0 | 0 | 0 | 0 | 1 | 4 | 0 |
| 日本 | 0 | 0 | 0 | 0 | 0 | 0 | 0 | 0 | 0 | 0 | 6 | 0 |

1. 韓：○奉重根、鄭現旭、柳賢振、(S)林昌勇 - 朴勍完
2. 日：●岩隈久志、杉内俊哉、馬原孝浩、ダルビッシュ有、山口鉄也、藤川球児 - 城島健司
3. 勝利：奉重根
4. セーブ：林昌勇
5. 敗戦：岩隈久志

戦評
日本代表岩隈久志、韓国代表奉重根の両先発投手が好投したが、日本代表が四回に岩隈が打たれ金泰均のタイムリーで失点。日本代表は好守備で追加点は与えなかったものの、打線が散発6安打と打てず、韓国代表の継投の前に完封負けを喫した。日本代表のチームリーダーイチローは「負けという事実に腹が立っている。自分にも腹が立っている。アプローチを変えていかないといけない」と悔しがった。日本代表監督・原辰徳は「14点の後に0点。これが野球だ。今日の負けが（日本代表チームの）団結力を更に強める」と訓示した。

## 最終順位
| 順位 | 国・地域             | 勝 | 負 |
| ---- | -------------------- | -- | -- |
| 1    | 韓国                 | 3  | 1  |
| 2    | 日本                 | 2  | 1  |
| 3    | 中国                 | 1  | 2  |
| 4    | チャイニーズタイペイ | 0  | 2  |

## 練習試合
日本代表は合宿先である宮崎で春季キャンプを行っている読売ジャイアンツと、2月21日と22日の2日間、練習試合を実施。場所はサンマリンスタジアム宮崎。

### 試合結果
下記（青帯）表記は、以下の通り。
試合開始時間 （入場者数）
|  | x - x |

#### 第1日目（2月21日）
13:30  （30,000人）
| 日本 | 10 - 0 | 巨人 |

|      | 1 | 2 | 3 | 4 | 5 | 6 | 7 | 8 | 9 | R  | H | E |
| ---- | - | - | - | - | - | - | - | - | - | -- | - | - |
| 巨人 | 0 | 0 | 0 | 0 | 0 | 0 | 0 | 0 | 0 | 0  |   |   |
| 日本 | 3 | 1 | 2 | 2 | 0 | 0 | 0 | 0 | 2 | 10 |   |   |

1. 巨：東野、古川、栂野、ロメロ、木村正 - 鶴岡、實松
2. 日：和田、田中、内海、馬原、藤川 - 城島、細川
3. 本塁打
日：稲葉（3ラン・1回東野）

※和田、細川については28人の代表メンバーからは漏れている。

#### 第2日目（2月22日）
11:30 （30,000人）
| 日本 | 13 - 1 | 巨人 |

|      | 1 | 2 | 3 | 4 | 5 | 6 | 7 | R  | H | E |
| ---- | - | - | - | - | - | - | - | -- | - | - |
| 巨人 | 0 | 0 | 1 | 0 | 0 | 0 | 0 | 1  |   |   |
| 日本 | 0 | 4 | 1 | 2 | 3 | 3 | 0 | 13 |   |   |

1. ※降雨のため、7回終了コールドゲーム
2. 巨：金刃、歌藤、西村、福田 - 加藤、實松
3. 日：涌井、岩田、渡辺、山口 - 阿部、石原
4. 本塁打
日：福留（満塁・2回金刃）、中島（2ラン・4回歌藤）、岩村（3ラン・5回西村）

## エキシビションマッチ
各国代表の本大会第1ラウンドの前の最終調整の場として、『アサヒビールチャレンジ '09 WORLD BASEBALL CLASSIC 強化試合』として試合を開催。2月24日・25日はオーストラリア代表と京セラドーム大阪にて、2月28日〜3月3日間では各国代表がそれぞれ読売ジャイアンツ、埼玉西武ライオンズ（2008年度セ・リーグ、パ・リーグの優勝チーム）と東京ドームで開催。
試合の模様は、J SPORTSで生中継されたほか、地上波では大阪ドームの試合がTBS系列で、東京ドームでの日本戦がテレビ朝日で放送した。

### 試合結果
下記（青帯）表記は、以下の通り。
試合開始時間 （試合時間、入場者数）
|  | x - x |

#### 第1日目（2月24日）
19:09  （2時間55分、33,611人）
| 日本 | 8 - 2 | オーストラリア |

|                | 1 | 2 | 3 | 4 | 5 | 6 | 7 | 8 | 9 | R | H  | E |
| -------------- | - | - | - | - | - | - | - | - | - | - | -- | - |
| オーストラリア | 0 | 1 | 0 | 0 | 0 | 0 | 0 | 1 | 0 | 2 | 8  | 3 |
| 日本           | 0 | 2 | 1 | 1 | 3 | 0 | 1 | 0 | x | 8 | 10 | 0 |

1. オ：●コックス、クロフォード、アンダーソン、ランドグレン - カールセン、ハウス
2. 日：ダルビッシュ、○岩隈、岩田、小松、田中、馬原 - 城島、石原
3. 勝利：岩隈久志
4. 敗戦：コックス

#### 第2日目（2月25日）
18:09 （3時間9分、33,205人）
| オーストラリア | 2 - 11 | 日本 |

|                | 1 | 2 | 3 | 4 | 5 | 6 | 7 | 8 | 9 | R  | H  | E |
| -------------- | - | - | - | - | - | - | - | - | - | -- | -- | - |
| 日本           | 0 | 0 | 2 | 5 | 0 | 2 | 0 | 2 | 0 | 11 | 16 | 0 |
| オーストラリア | 0 | 2 | 0 | 0 | 0 | 0 | 0 | 0 | 0 | 2  | 5  | 6 |

1. 日：松坂、○杉内、内海、山口、涌井、藤川 - 阿部、石原
2. オ：モス、●ブラッシングトン、ケリー、スピアー、キャシディ、ティムズ - カールセン、ハウス
3. 勝利：杉内俊哉
4. 敗戦：ブラッシングトン

#### 第3日目（2月28日）
12:06 （3時間3分、8,412人）
| 中国 | 2 - 9 | 巨人 |

|      | 1 | 2 | 3 | 4 | 5 | 6 | 7 | 8 | 9 | R | H  | E |
| ---- | - | - | - | - | - | - | - | - | - | - | -- | - |
| 巨人 | 0 | 0 | 1 | 0 | 1 | 1 | 4 | 2 | 0 | 9 | 15 | 3 |
| 中国 | 0 | 0 | 0 | 0 | 0 | 2 | 0 | 0 | 0 | 2 | 2  | 0 |

1. 巨：○東野峻、栂野雅史、古川祐樹、金刃憲人、越智大祐 - 鶴岡一成、實松一成
2. 中：●呂建剛、卜濤、陳俊毅、李韋良、陳坤 - 張振旺、楊洋
3. 勝利：東野峻
4. 敗戦：呂建剛
5. 本塁打
巨：田中大二郎1号（1ラン・6回卜濤）、坂本勇人1号（2ラン・7回陳俊毅）
中：楊洋1号（1ラン・6回(栂野雅史)）

19:06 （3時間、41,586人）
| 日本 | 2 - 7 | 西武 |

|      | 1 | 2 | 3 | 4 | 5 | 6 | 7 | 8 | 9 | R | H  | E |
| ---- | - | - | - | - | - | - | - | - | - | - | -- | - |
| 西武 | 0 | 0 | 2 | 0 | 1 | 0 | 0 | 4 | 0 | 7 | 10 | 1 |
| 日本 | 0 | 0 | 1 | 0 | 0 | 0 | 0 | 0 | 1 | 2 | 9  | 0 |

1. 西：○ジョン・ワズディン、岸孝之、アレックス・グラマン、長田秀一郎、谷中真二、小野寺 - 銀仁朗
2. 日：●岩隈久志、ダルビッシュ、内海哲也、田中将大、小松聖、馬原孝浩、山口鉄也 - 城島健司、阿部慎之助
3. 勝利：ジョン・ワズディン
4. 敗戦：岩隈久志
5. 本塁打
西：大崎雄太朗1号（2ラン・3回岩隈）

#### 第4日目（3月1日）
12:06 （3時間3分、4,910人）
| 中国 | 1 - 11 | 西武 |

|      | 1 | 2 | 3 | 4 | 5 | 6 | 7 | 8 | 9 | R  | H  | E |
| ---- | - | - | - | - | - | - | - | - | - | -- | -- | - |
| 西武 | 0 | 0 | 3 | 0 | 0 | 0 | 3 | 3 | 2 | 11 | 14 | 2 |
| 中国 | 0 | 0 | 0 | 0 | 0 | 1 | 0 | 0 | 0 | 1  | 7  | 0 |

1. 西：○野上亮磨、平野将光、岩﨑哲也、大沼幸二 - 野田浩輔、上本達之
2. 中：●李晨浩、劉凱、孫国強、朱大衛、陳瑋、夏康男、張力 - 楊洋、董春華
3. 勝利：野上亮磨
4. 敗戦：李晨浩

19:06 （3時間18分、42,822人）
| 日本 | 2x - 1 | 巨人 |

|      | 1 | 2 | 3 | 4 | 5 | 6 | 7 | 8 | 9 | 10 | R | H | E |
| ---- | - | - | - | - | - | - | - | - | - | -- | - | - | - |
| 巨人 | 1 | 0 | 0 | 0 | 0 | 0 | 0 | 0 | 0 | 0  | 1 | 7 | 1 |
| 日本 | 0 | 0 | 0 | 0 | 1 | 0 | 0 | 0 | 0 | 1x | 2 | 7 | 0 |

1. 巨：高橋尚成、エイドリアン・バーンサイド、木佐貫洋、マイケル中村、●歌藤達夫、木村正太、ウィルフィン・オビスポ - 加藤健、鶴岡一成
2. 日：杉内俊哉、松坂大輔、渡辺俊介、岩田稔、涌井秀章、藤川球児、○山口鉄也 - 城島健司
3. 勝利：山口鉄也
4. 敗戦：歌藤達夫
5. 本塁打
巨：エドガルド・アルフォンゾ1号（ソロ・1回杉内俊哉）

#### 第5日目（3月2日）
12:07 （2時間50分、4,037人）
| 韓国 | 4 - 2 | 西武 |

|      | 1 | 2 | 3 | 4 | 5 | 6 | 7 | 8 | 9 | R | H  | E |
| ---- | - | - | - | - | - | - | - | - | - | - | -- | - |
| 西武 | 0 | 0 | 1 | 0 | 1 | 0 | 0 | 0 | 0 | 2 | 12 | 0 |
| 韓国 | 1 | 0 | 2 | 0 | 0 | 1 | 0 | 0 | x | 4 | 10 | 1 |

1. 西：●木村、山岸、星野、岡本慎 - 銀仁朗
2. 韓：○奉重根、孫敏漢、金廣鉉、鄭現旭、(S)張洹三 - 朴勍完、姜珉鎬
3. 勝利：奉重根
4. セーブ：張洹三
5. 敗戦：木村文和
6. 本塁打
韓：金泰均1号（2ラン・3回木村）

19:06 （3時間4分、6,270人）
| チャイニーズタイペイ | 6 - 7 | 巨人 |

|                      | 1 | 2 | 3 | 4 | 5 | 6 | 7 | 8 | 9 | R | H  | E |
| -------------------- | - | - | - | - | - | - | - | - | - | - | -- | - |
| 巨人                 | 0 | 2 | 0 | 0 | 1 | 0 | 3 | 1 | 0 | 7 | 10 | 0 |
| チャイニーズタイペイ | 0 | 0 | 0 | 2 | 0 | 3 | 0 | 0 | 1 | 6 | 7  | 1 |

1. 巨：グライシンガー、ロメロ、○久保、古川、クルーン、オビスポ - 加藤
2. チ：李振昌、倪福徳、羅嘉仁、●鄭錡鴻、增菘瑋、林克謙 - 高志綱
3. 勝利：久保裕也
4. 敗戦：鄭錡鴻
5. 本塁打
チ：林益全1号（ソロ・6回ロメロ）

#### 第6日目（3月3日）
12:06 （3時間10分、3,619人）
| チャイニーズタイペイ | 2 - 13 | 西武 |

|                      | 1 | 2 | 3 | 4 | 5 | 6 | 7 | 8 | 9 | R  | H  | E |
| -------------------- | - | - | - | - | - | - | - | - | - | -- | -- | - |
| 西武                 | 1 | 0 | 4 | 0 | 0 | 4 | 0 | 1 | 3 | 13 | 13 | 0 |
| チャイニーズタイペイ | 0 | 0 | 0 | 0 | 2 | 0 | 0 | 0 | 0 | 2  | 14 | 2 |

1. 西：○石井一、帆足、土肥、(S)許 - 銀仁朗、野田
2. チ：●林岳平、鄭凱文、廖于誠、耿伯軒、陳鴻文、林柏佑 - 高志綱、郭一峰、林琨笙
3. 勝利：石井一久
4. セーブ：許銘傑
5. 敗戦：林岳平
6. 本塁打
西：栗山1号（ソロ・3回林岳平）、高山1号（2ラン・9回陳鴻文）
チ：蔣智賢1号（2ラン・5回帆足）

19:06 （2時間49分、8.219人）
| 韓国 | 0 - 3 | 巨人 |

|      | 1 | 2 | 3 | 4 | 5 | 6 | 7 | 8 | 9 | R | H  | E |
| ---- | - | - | - | - | - | - | - | - | - | - | -- | - |
| 巨人 | 2 | 0 | 1 | 0 | 0 | 0 | 0 | 0 | 0 | 3 | 11 | 0 |
| 韓国 | 0 | 0 | 0 | 0 | 0 | 0 | 0 | 0 | 0 | 0 | 7  | 0 |

1. 巨：○福田、野間口、豊田、藤田、西村 - 實松、鶴岡
2. 韓：●尹錫珉、黄斗聖、林昌勇、李承浩、李在雨、鄭大炫、吳昇桓 - 姜珉鎬、朴勍完
3. 勝利：福田聡志
4. 敗戦：尹錫珉
5. 本塁打
巨：ラミレス1号（ソロ・3回尹錫珉）

## テレビ・ラジオ中継

### 日本国内での放送
地上波でのテレビ中継では、テレビ朝日とTBSが放映権を獲得しており、東京ラウンドの日本戦はテレビ朝日が全試合中継した。韓国戦は2試合ともに30%以上の視聴率（ビデオリサーチ調べ）をマークした。
J SPORTSでは全試合を完全放送。ラジオでは、ニッポン放送がGAME1を、TBSラジオがGAME4、GAME6を中継した。

#### テレビ中継
強化試合
日本戦の放送日程は以下の通り。
- オーストラリア戦（2月25日）
  - TBS系列

解説：清原和博、槙原寛己 実況：林正浩 リポーター：初田啓介
放送時間：19:56-21:48（ほぼ録画中継、放送時間延長なし）
  - J SPORTS1

解説：鹿取義隆 実況：大前一樹 リポーター：谷口広明
放送時間：18:45-23:00

- 日本-オーストラリア戦（2月26日）
  - TBS系列

解説：衣笠祥雄、佐々木主浩 実況：戸崎貴広 リポーター：初田啓介
放送時間：18:55-20:54（ほぼ録画中継、放送時間延長なし）
  - J SPORTS1

解説：鹿取義隆 実況：谷口広明 リポーター：大前一樹
放送時間：17:45-22:00

- 西武戦
  - テレビ朝日系列

解説：古田敦也、栗山英樹 実況：中山貴雄
放送時間：19:00-20:54（放送時間延長なし）
  - J SPORTS1

解説：斉藤明夫 実況：節丸裕一 リポーター：谷口広明
放送時間：18:45-23:00）

- 巨人戦
  - テレビ朝日系列

解説：古田敦也、栗山英樹 ゲスト：中居正広（WBC日本代表サポートキャプテン） 実況：清水俊輔
放送時間：19:00-20:54（放送時間延長なし）
  - J SPORTS ESPN

解説：鹿取義隆 実況：島村俊治 リポーター：谷口広明
放送時間：18:45-23:00

日本戦以外の放送日程は以下の通り。
- 2月28日第1試合（J SPORTS ESPN 12:45-17:00） 解説：松沼博久 実況：石原敬士 リポーター：加藤暁
- 3月1日第1試合（J SPORTS ESPN 11:45-16:00） 解説：大塚光二 実況：石原敬士 リポーター：節丸裕一
- 3月2日第1試合（J SPORTS ESPN 11:45-16:00） 解説：内藤尚行 実況：加藤暁 リポーター：節丸裕一
- 3月2日第2試合（J SPORTS ESPN 18:45-23:00） 解説：松沼博久 実況：谷口広明 リポーター：石原敬士
- 3月3日第1試合（J SPORTS1 11:45-16:00） 解説：橋本清 実況：節丸裕一 リポーター：加藤暁
- 3月3日第2試合（J SPORTS1 18:45-23:00） 解説：鹿取義隆 実況：谷口広明 リポーター：石原敬士

本大会
- GAME1
  - テレビ朝日系列

解説：古田敦也、栗山英樹 サポートキャプテン：中居正広 実況：中山貴雄 リポーター：清水俊輔
放送時間：18:42-21:54
  - J SPORTS

解説：橋本清 実況：石原敬士 リポーター：節丸裕一
放送時間：17:50-22:30
J SPORTS PLUSとJ SPORTS1のサイマル放送

- GAME2
  - J SPORTS PLUS

解説：木村公一（スポーツライター）、松沼博久 実況：節丸裕一 リポーター：谷口広明
放送時間：18:15-22:30

- GAME3
  - J SPORTS PLUS

解説：木村公一、内藤尚行 実況：加藤暁 リポーター：石原敬士
放送時間：12:15-16:30

- GAME4
  - テレビ朝日系列

解説：古田敦也、栗山英樹 サポートキャプテン：中居正広 実況：清水俊輔 リポーター：中山貴雄
放送時間：18:55-22:14（74分延長）
  - J SPORTS PLUS

解説：桑田真澄、木村公一、大塚光二 実況：島村俊治 リポーター：谷口広明
放送時間：18:45-23:00

- GAME5
  - J SPORTS PLUS

解説：木村公一、斉藤明夫 実況：谷口広明 リポーター：加藤暁
放送時間：18:15-22:30

- GAME6
  - テレビ朝日系列

解説：古田敦也、栗山英樹 サポートキャプテン：中居正広 実況：中山貴雄 リポーター：清水俊輔
放送時間：18:34-21:54
  - J SPORTS PLUS

解説：木村公一、鹿取義隆 実況：大前一樹 リポーター：加藤暁
放送時間：17:55-22:30

## 東京ラウンドにおける応援活動
応援をめぐっては一時、国際試合によりラッパや太鼓など「鳴り物応援禁止」との噂が流れたが、WBCの運営会社WBCIは参加国に「各国の応援文化を尊重してほしい」と要請。出場国・地域それぞれで行われている応援スタイルで、自国・地域のチームへの応援活動を行った。
日本は巨人（東京読売巨人軍応援団）、広島（全国緋鯉会連合(東京緋鯉会、広島緋鯉会)全国鯉恋組）、ロッテ（千葉ロッテマリーンズ外野応援団）の3球団4応援団が35人ほどの混成応援団を組みライトスタンドにて応援活動を行った。3週間ほど練習を行い、また各球団の応援団が出場全選手の応援曲の楽譜を混合応援団に提供した。メジャーリーグで活躍する選手の応援も、日本で応援されていた時の応援スタイルでの応援が行われた。なお、2次リーグ以降は応援活動は行われない。